# Ramedia costata
Ramedia costata är en insektsart som beskrevs av Creão-duarte och Albino Morimasa Sakakibara 1989. Ramedia costata ingår i släktet Ramedia och familjen hornstritar. Inga underarter finns listade i Catalogue of Life.